# Escala Scoville

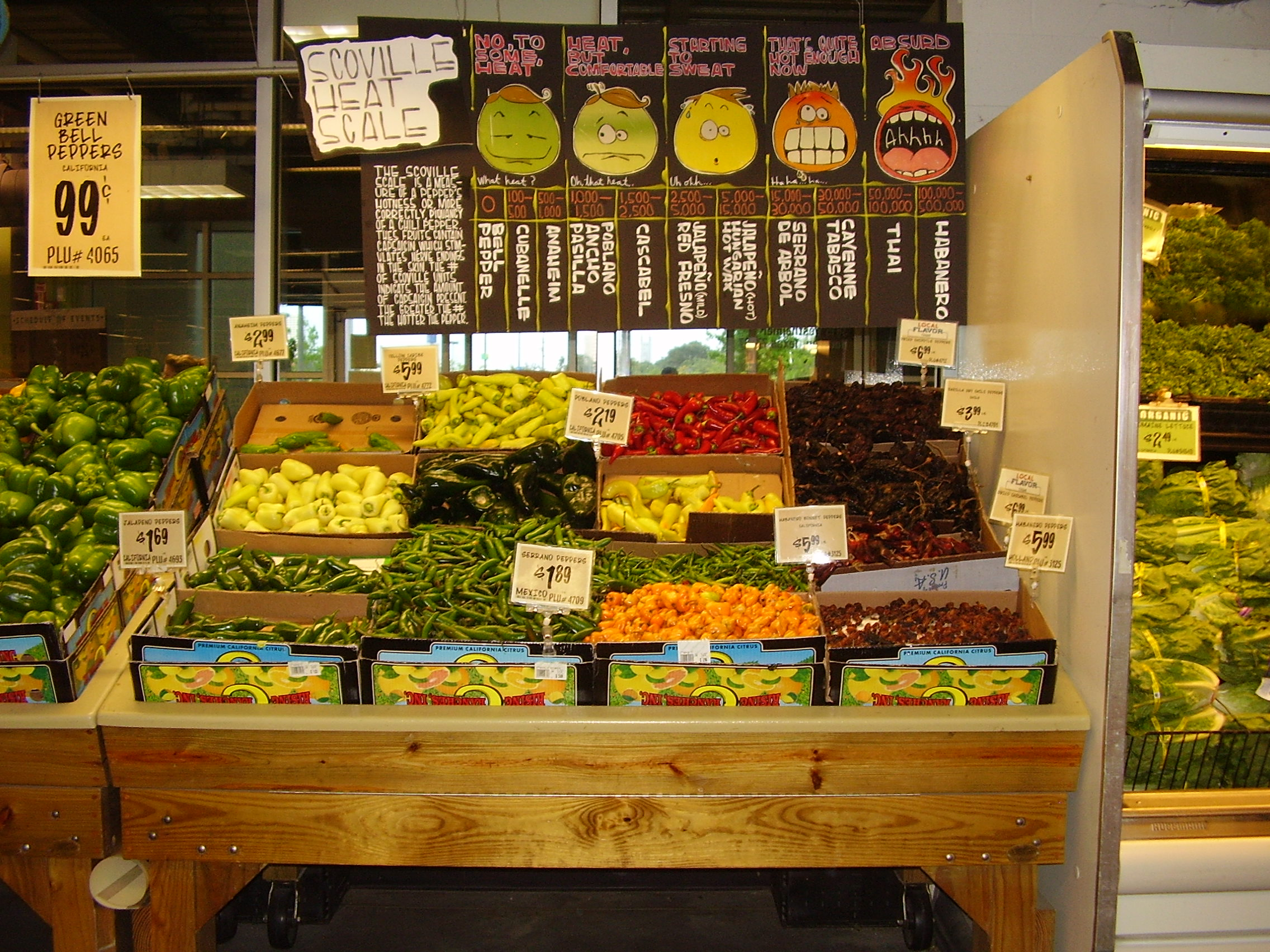
Una parada de pebrots amb indicació de l'escala Scoville al mercat central de Houston, EUA

L'escala Scoville  és una mesura de la picantor dels pebrots. Aquests fruits del gènere Capsicum contenen capsaïcina, un alcaloide que estimula els receptors tèrmics de la pell, especialment a les membranes mucoses. El nombre d'unitats Scoville (SHU, de l'anglès Scoville Heat Units) indica la quantitat present de capsaïcina. Moltes salses picants usen l'escala Scoville per a publicitar-se en els centres comercials, particularment als EUA.

## Nota sobre els pebrots picants, denominació
Algunes varietats picants (coents) del pebrot s'anomenen bitxo, coent, coentet, pebrot de Caiena, pebrot de Tabasco, etc. en català. Fins i tot hi ha qui usa el neologisme xili, per influència de l'anglès (chilli o chili), que obté la paraula del castellà chile, que al seu torn té la paraula del nàhuatl chilli.

## El mètode

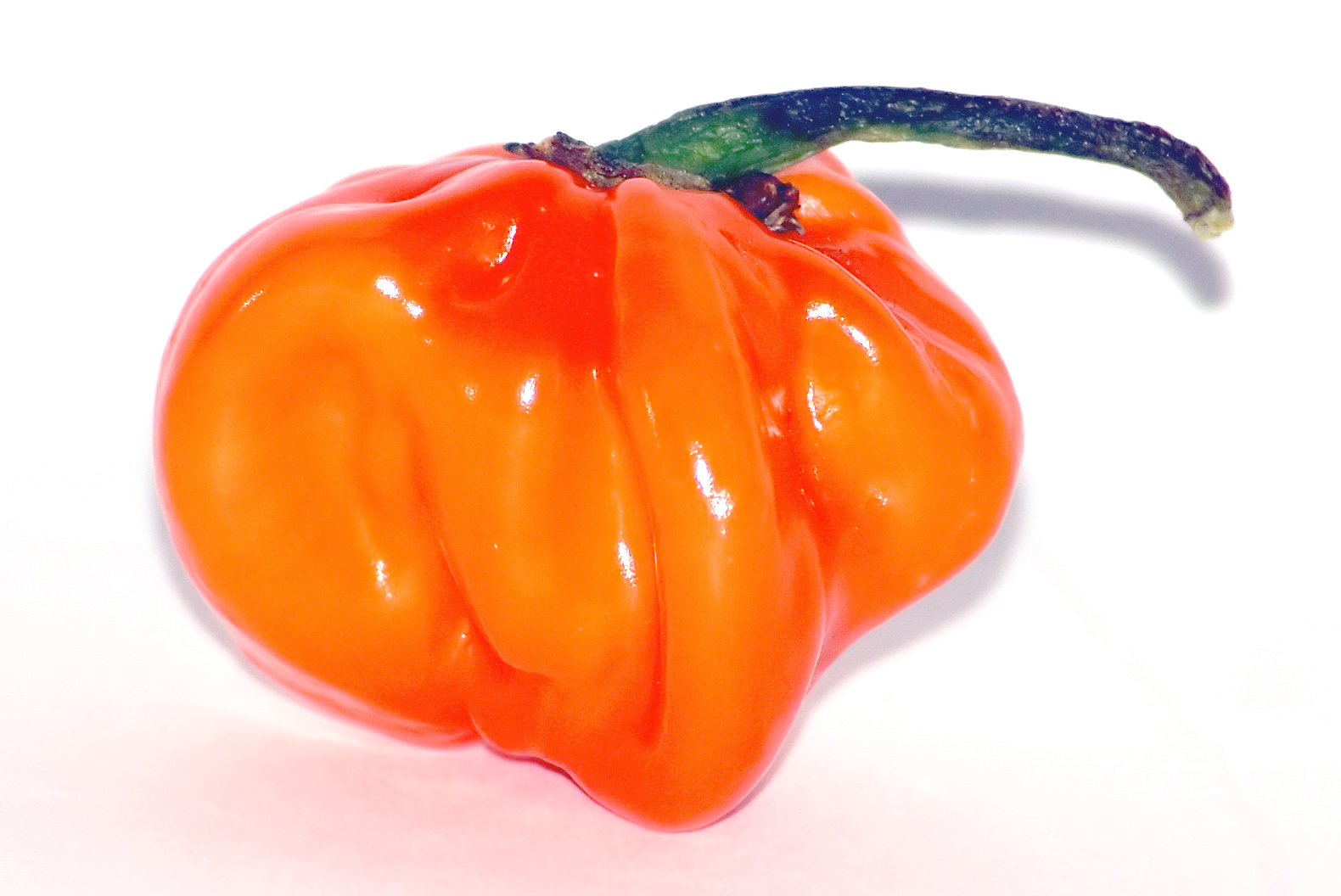
Capsicum chinense, un dels pebrots més picants. Molts d'aquests pebrots, oscil·len entre les 200.000-300.000 SHU. El cultivar "Red savina" (Capsicum chinense Jacquin) pot arribar a les 580.000 SHU.

Aquesta escala va ser creada pel farmacèutic estatunidenc Wilbur Scoville, qui va desenvolupar la prova organolèptica Scoville el 1912. Aquesta consisteix en una solució amb extracte de pebrot picant, que és diluït en aigua ensucrada fins que el picant ja no pot ser detectat per un comitè de (normalment cinc) examinadors. El grau de dissolució de l'extracte dona la seva mesura a l'escala. Així, un pebrot dolç, que no conté capsaïcina, rep un zero a l'escala de Scoville. No obstant això, entre els pebrots més picants, com ara el Capsicum chinense (en castellà, chile habanero, que, traduït al català, seria "pebrot havà", "bitxo havà" o "bitxo de l'Havana), trobem un grau de 300.000 o més. Això indica que l'extracte ha de ser diluït 300.000 vegades abans que la capsaïcina sigui indetectable. La gran debilitat d'aquest mètode recau en la seva imprecisió, perquè la prova depèn de la subjectivitat humana.
Avui en dia ja no s'utilitza la prova organolèptica, sinó mètodes d'anàlisi quantitativa. Un dels més habituals és la cromatografia. No obstant això, s'ha mantingut el nom de la unitat de mesura en honor de Scoville.

## Escala
El grau de picant (picantor o coentor) de qualsevol pebrot, tal com es mostra a l'escala en "unitats Scoville", és imprecís, perquè les mateixes espècies tenen variacions d'uns 10 graus o més depenent del cultiu, el clima o el sòl de cultiu. Aquesta variació és particularment aguda en els ‘pebrots havà’ (Capsicum chinense). Les imprecisions descrites en els mètodes de mesura contribueixen a la imprecisió dels valors (això ho saben els qui mengen pebrots de Padrón: " Uns piquen i altres no ", de la famosa frase en gallec: "Os pementos de Padrón, unos pican e outros non"). Quan s'interpreta un quocient de l'escala, s'ha de tenir present aquest factor.
La següent taula mostra una selecció de varietats de pebrot i la seva classificació d'acord amb l'escala Scoville. Els noms dels pebrots estan en català quan possible (la majoria són traduccions directes del nom en castellà o anglès i no extrets d'una obra de referència catalana). A part s'indica el nom científic quan es pot trobar.
| Unitats Scoville      | Tipus de pebrot |
| --------------------- | --- |
| 15.000.000-16.000.000 | Capsaïcina pura |
| 8.600.000-9.100.000   | Diversos capsaicinoides, com ara homocapsaïcina, homodihidrocapsaïcina i nordihidrocapsaïcina                                          |
| 2.000.000-5.300.000   | Nivell estàndard de l'aerosol de pebre policial als EUA, i gas pebre com a munició pel fusell semiautomàtic antiavalots francès FN 303 |
| 855.000-1.041.427     | Naga Jolokia |
| 350,000-580,000       | pebrot havà, cultivar 'savina roja' (Capsicum chinense Jacquin)                                                                        |
| 100,000-350,000       | Capsicum chinense o 'pebrot havà', pebrot 'Scotch Bonnet'                                                                              |
| 100,000-350,000       | 'pebrot dàtil', cultivar de Capsicum chinense                                                                                          |
| 100,000-200,000       | 'rocoto', pebrot jamaicà picant, 'piri piri'                                                                                           |
| 50,000-100,000        | 'pebrot tailandès', chile malagueta, chile chiltepín, chile piquín                                                                     |
| 30,000-50,000         | pebrot de Caiena (cultivar de Capsicum annuum), pebrot picant peruà, 'pebrot de Tabasco', alguns pebrots chile chipotle                |
| 10,000-23,000         | chile serrano, alguns chile chipotle                                                                                                   |
| 5,000-8,000           | cultivar de Nou Mèxic del pebrot 'Anaheim', 'pebrot hongarès de cera'                                                                  |
| 2,500-5,000           | pebrot de Xalapa (jalapeño) |
| 1,500-2,500           | pebrot 'rocotillo' |
| 1,000-1,500           | pebrot 'poblano' |
| 500-2,500             | pebrot 'Anaheim' |
| 100-500               | pimentó o cherry pepper (varietat de Capsicum annuum)                                                                                  |
| 0                     | No picant: pebrot vermell o pebrot morro de bou (la varietat suau del Capsicum annuum tant nostrat), pebre tendre                      |

- Scoville Heat Units